# Mi plan
Mi plan es el cuarto álbum de estudio de la cantante luso-canadiense Nelly Furtado. Es su primera producción totalmente en español e incluye doce canciones inéditas, compuestas por Furtado y algunos de sus colaboradores.
Fue lanzado al mercado el martes 15 de septiembre de 2009. En su página de Internet se puede ver un mensaje de la propia Nelly hablando de su nuevo CD.
Entre algunos de los colaboradores en este disco destacan nombres como: Josh Groban, Juan Luis Guerra, Julieta Venegas, La Mala Rodríguez, Concha Buika y Alejandro Fernández.

## Sobre el disco
En diciembre de 2008, el diario La Prensa informó que Nelly grababa distintas canciones en inglés y español para su nuevo álbum que sería lanzado entre en mayo y agosto de 2009. A mediados de marzo, una canción llamada "Gotta know", puesta en Internet, fue atribuida a la cantante. Como respuesta, ella colocó un comentario en su página MySpace donde afirmaba que la canción no era suya y que se encontraba grabando dos discos, uno en español y otro en portugués.[cita requerida]
En junio de 2009, Furtado anunció el nombre de su nuevo álbum, Mi plan, y el título de su primer sencillo "Manos al aire", además de dar varios detalles sobre el disco mediante un video en su página oficial de Internet.
En julio, la propia Nelly informó a The Associated Press que realizar este álbum no estaba en sus planes. Ella comentó que debido a la exhaustiva promoción de su álbum Loose, estaba físicamente cansada y no inspirada.
La cantante mencionó a su vez que este álbum es un sueño hecho realidad y será el primero en su carrera que lanzará bajo su propio sello discográfico Nelstar Music. Es un disco que refleja la pasión y la emoción que alimentan las relaciones, un área que Furtado dice no haber explorado tan íntimamente en sus otros álbumes.[cita requerida]
"Creo que este disco tiene varias de mis primeras verdaderas canciones de amor. No son complicadas. No fueron sobrepensadas y descubrí que es liberador poder cantar en una lengua latina y expresar mi alma latina", concluyó.[cita requerida]

## Lista de canciones
| Edición estándar |                                                                           |                                       |                                                     |          |  |
| N.º              | Título                                                                    | Escritor(es)                          | Productor(es)                                       | Duración |  |
| 1.               | «Manos al aire»                                                           | Nelly Furtado, James Bryan, Alex Cuba | Nelly Furtado, James Bryan                          | 3:29     |  |
| 2.               | «Más»                                                                     | Furtado, Lester Méndez, Andrés Recio  | Lester Mendez                                       | 3:31     |  |
| 3.               | «Mi plan» (con Alex Cuba)                                                 | Furtado, Bryan, Cuba                  | Nelly Furtado, James Bryan                          | 4:05     |  |
| 4.               | «Sueños» (con Alejandro Fernández)                                        | Furtado, Bryan, Cuba                  | Nelly Furtado, James Bryan, Brian West              | 3:10     |  |
| 5.               | «Bajo otra luz» (con Julieta Venegas & La Mala Rodríguez)                 | Julieta Venegas, Maria Rodríguez      | Nelly Furtado, Julieta Venegas, The Demolition Crew | 4:19     |  |
| 6.               | «Vacación»                                                                | Furtado, Mendez, Venegas              | Lester Mendez                                       | 3:43     |  |
| 7.               | «Suficiente tiempo»                                                       | Furtado, Cuba                         | Salaam Remi                                         | 3:03     |  |
| 8.               | «Fuerte» (con Concha Buika)                                               | Furtado, Bryan, Cuba                  | Salaam Remi                                         | 3:24     |  |
| 9.               | «Silencio» (con Josh Groban)                                              | Furtado, Mendez, Julio Reyes Copello  | Lester Mendez                                       | 3:34     |  |
| 10.              | «Como lluvia» (con Juan Luis Guerra)                                      | Furtado, Mendez, Juan Luis Guerra     | Lester Mendez                                       | 3:37     |  |
| 11.              | «Feliz cumpleaños" incluye el track oculto "Fantasmas" empezando al 5:11» | Furtado, Bryan, Cuba                  | Nelly Furtado, The Demolition Crew                  | 4:11     |  |

## Sencillos
- "Manos al aire". Lanzado el 29 de junio de 2009 en estaciones radiales a nivel mundial, al siguiente día salió a la luz la versión digital y para teléfonos celulares. También se hizo un remix en donde colabora Franco "El Gorilla".
- "Más". Segundo sencillo oficial del álbum. Se está trabajando un remix con Tony Dize.
- "Bajo otra luz" (con Julieta Venegas y La Mala Rodríguez), tercer sencillo.
- "Fuerte" (con Concha Buika), cuarto y último sencillo.

### Sencillos promocionales
Antes del lanzamiento del álbum, se lanzaron tres sencillos promocionales en la iTunes Store bajo el nombre "Countdown to Mi Plan". Estos sencillos no deben ser confundidos como sencillos normales, ya que solo fueron para promocionar el lanzamiento del álbum.
- "Más", lanzado el 21 de julio, es ahora el segundo sencillo oficial del álbum.
- "Mi plan" (con Álex Cuba), segundo sencillo promocional, lanzado en 11 de agosto de 2009.
- "Bajo otra luz" (con Julieta Venegas y La Mala Rodríguez), tercer y último sencillo promocional, programado para lanzarse el 1 de septiembre, pero en iTunes México fue puesto a la venta desde el 29 de agosto.
- "Silencio" (con Josh Groban) fue lanzado en el sitio de internet Rhapsody el 1 de septiembre, solo para EE. UU.[4]

### Gira
Nelly se embarcaro en "Mi Plan Tour", durante el 2010 para promocionar el álbum por América y Europa.

## Mi PlanRemixes
El 25 de octubre de 2010 fue reelanzado un álbum con remixes de canciones de Mi Plan.
1. "Fuerte" (Original English Version) – 2:50
2. "Manos al aire" (Robbie Rivera Radio Mix) – 3:32
3. "Más" (Urban Remix) – 3:49
4. "Bajo otra luz" (Humby Remix) – 3:52
5. "Fuerte" (Twisted Dee Club Mix) – 8:38
6. "Manos al aire" (Juan Magan Remix) – 4:24
7. "Más" (Rebirth Demolition Crew Mix) – 6:26
8. "Bajo otra luz" (Dancehall Yogi Remix) – 3:44
9. "Fuerte" (Humby Urban Club Mix) – 3:36
10. "Manos al aire" (Tiësto Remix) – 7:33
11. "Bajo otra luz" (Rebirth Demolition Mix) – 3:26
12. "Fuerte" (Cajjmere Wray Hot Swear Mix) – 8:06

## Logros importantes
- Siendo un disco completamente en español, logró ingresar al Billboard 200 en la posición n.º 38.[cita requerida]

- Logró llegar al N°1 en el Billboard Top Latin Albums durante su primera semana de lanzamiento.

- Fue la primera cantante canadiense en ganar un Grammy Latino por Mejor Álbum Vocal Pop Femenino.

- Ha obtenido numerosas nominaciones y premios Latinos muy importantes, en los que destacan:[cita requerida]

| \| Nominada Por \| Premios \| Año \| Nominación \| Resultado \| \| ------------- \| ---------------------- \| ---- \| ------------------------------------------------------ \| --------- \| \| Manos Al Aire \| Los Premios MTV \| 2009 \| Canción del Año \| Nominada \| \| Manos Al Aire \| Los Premios MTV \| 2009 \| Video del Año \| Nominada \| \| Manos Al Aire \| Premios 40 Principales \| 2009 \| Mejor Canción Internacional del año en Lengua Española \| Nominada \| \| Nelly Furtado \| Premios 40 Principales \| 2009 \| Mejor Artista Internacional del año en Lengua española \| Nominada \| \| Nelly Furtado \| Premios Lo Nuestro \| 2009 \| Artista femenino del Año \| Nominada \| \| Nelly Furtado \| Premios Lo Nuestro \| 2009 \| Artista Revelación del Año \| Ganó \| \| Nelly Furtado \| Billboard Latinos \| 2010 \| Artista Tropical Airplay del Año, Femenino \| Nominada \| \| Manos Al Aire \| Billboard Latinos \| 2010 \| Pop Airplay Latino, Artista del Año, Femenino \| Nominada \| \| Manos Al Aire \| Billboard Latinos \| 2010 \| Hot Latin Songs, Artista del Año, Femenino \| Nominada \| \| Mi Plan \| Billboard Latinos \| 2010 \| Álbum Digital Latino del Año \| Nominada \| \| Mi Plan \| Premios Grammy Latinos \| 2010 \| Mejor Álbum Vocal Pop, Femenino \| Ganó \| |                        |      |                                                        |           |
| Nominada Por | Premios                | Año  | Nominación                                             | Resultado |
| Manos Al Aire | Los Premios MTV        | 2009 | Canción del Año                                        | Nominada  |
| Manos Al Aire | Los Premios MTV        | 2009 | Video del Año                                          | Nominada  |
| Manos Al Aire | Premios 40 Principales | 2009 | Mejor Canción Internacional del año en Lengua Española | Nominada  |
| Nelly Furtado | Premios 40 Principales | 2009 | Mejor Artista Internacional del año en Lengua española | Nominada  |
| Nelly Furtado | Premios Lo Nuestro     | 2009 | Artista femenino del Año                               | Nominada  |
| Nelly Furtado | Premios Lo Nuestro     | 2009 | Artista Revelación del Año                             | Ganó      |
| Nelly Furtado | Billboard Latinos      | 2010 | Artista Tropical Airplay del Año, Femenino             | Nominada  |
| Manos Al Aire | Billboard Latinos      | 2010 | Pop Airplay Latino, Artista del Año, Femenino          | Nominada  |
| Manos Al Aire | Billboard Latinos      | 2010 | Hot Latin Songs, Artista del Año, Femenino             | Nominada  |
| Mi Plan | Billboard Latinos      | 2010 | Álbum Digital Latino del Año                           | Nominada  |
| Mi Plan | Premios Grammy Latinos | 2010 | Mejor Álbum Vocal Pop, Femenino                        | Ganó      |

## Posicionamiento
| País            | Lista                           | Posición           | Ventas                 | Certificación       |
| --------------- | ------------------------------- | ------------------ | ---------------------- | ------------------- |
| MUNDO           |                                 |                    |                        |                     |
| AMÉRICA         |                                 |                    |                        |                     |
| Brasil          | Top 30 Álbumes                  | 15                 | 10.000[cita requerida] |                     |
| Canadá          | Top 100 Álbumes                 | 20                 | 25.000                 |                     |
| Argentina       | Top 50 Álbumes                  | 4                  | 30.000                 |                     |
| Estados Unidos  | Billboard 200                   | 39                 | 100.000                | Platino (L.A)       |
| Estados Unidos  | U.S. Billboard Latin Pop Albums | 1                  | 100.000                | Platino (L.A)       |
| Estados Unidos  | U.S. Billboard Top Latin Albums | 1                  | 100.000                | Platino (L.A)       |
| México          | Top 100 Albums                  | 1                  |                        |                     |
| Venezuela       | Top 40 Álbumes                  | 11[cita requerida] |                        |                     |
| EUROPA          |                                 |                    |                        |                     |
| Alemania        | Top 100 Álbumes                 | 5                  | 100.000                | Oro                 |
| Austria         | Top 75 Álbumes                  | 6[cita requerida]  | 4,000[cita requerida]  | —                   |
| Bélgica         | Flanders Albums Chart           | 27[cita requerida] | 2,500[cita requerida]  |                     |
| Bélgica         | Wallonia Albums Chart           | 28[cita requerida] | 2,500[cita requerida]  |                     |
| Eslovaquia      | Top 50 Albums                   | 25[cita requerida] |                        |                     |
| España          | Top 100 Álbumes                 | 1[cita requerida]  |                        |                     |
| Francia         | Top 150 Álbumes                 | 41[cita requerida] |                        |                     |
| Italia          | Top 50 Álbumes                  | 9[cita requerida]  |                        |                     |
| Polonia         | Top 50 Álbumes                  | 6[cita requerida]  | 10.000                 | Oro[cita requerida] |
| República Checa | Top 75 Álbumes                  | 10[cita requerida] |                        |                     |
| Suiza           | Top 100 Álbumes                 | 3[cita requerida]  | 15,000[cita requerida] | Oro                 |